# Peter Sauerbruch
Peter Sauerbruch (* 5. Juni 1913 in Zürich; † 29. September 2010 in München) war ein deutscher Offizier, Kaufmann und Manager.

## Leben

### Herkunft
Sauerbruch war der dritte Sohn des Chirurgen Ferdinand Sauerbruch und Bruder des Künstlers Hans Sauerbruch. Er hatte noch einen weiteren Bruder (Friedrich) und eine Schwester (Marilen). Er wuchs zunächst in Zürich in der Florhofgasse in seinem Geburtshaus neben der „Pension Florhof“ und ab November 1918 in München auf, besuchte dort das Theresien-Gymnasium. 1928 übersiedelte die Familie nach Berlin, wo Sauerbruch 1932 das Abitur am Zehlendorfer Gymnasium ablegte.

### Militärischer Werdegang
Anschließend begann er, um Offizier zu werden, eine militärische Karriere, er trat in das 17. (Bayerische) Reiter-Regiment in Bamberg ein. Er absolvierte die Kavallerieschule der Reichswehr und wurde 1934 zum Leutnant befördert. 1939 nahm er als Oberleutnant bei der 27. Infanterie-Division am „Polenfeldzug“ teil. Mit dem Westfeldzug erhielt er das Eiserne Kreuz I. Klasse. 1941 absolvierte er die Generalstabsausbildung. 1941/42 war er Ordonnanzoffizier beim Chef des Generalstabes des Heeres. Im Mai 1942 wurde er zum Hauptmann befördert und Zweiter Generalstabsoffizier der 14. Panzer-Division. Mit dieser nahm er im Rahmen seines Einsatzes an östlichen Kriegsschauplätzen an der Schlacht bei Charkow teil. Anfang Januar 1943 erhielt er das Ritterkreuz des Eisernen Kreuzes. 1943 erfolgte auch die Beförderung zum Major i. G. Er wurde in das Allgemeine Heeresamt nach Berlin kommandiert. Beim Unternehmen Zitadelle war er Dritter Generalstabsoffizier der 2. Panzerarmee. Mit Unterbrechung war der Oberst i. G. 1944 Erster Generalstabsoffizier der 4. Panzer-Division. Im Dezember 1944 erhielt er das Deutsche Kreuz in Gold und wurde Erster Generalstabsoffizier der 1. Panzerarmee.

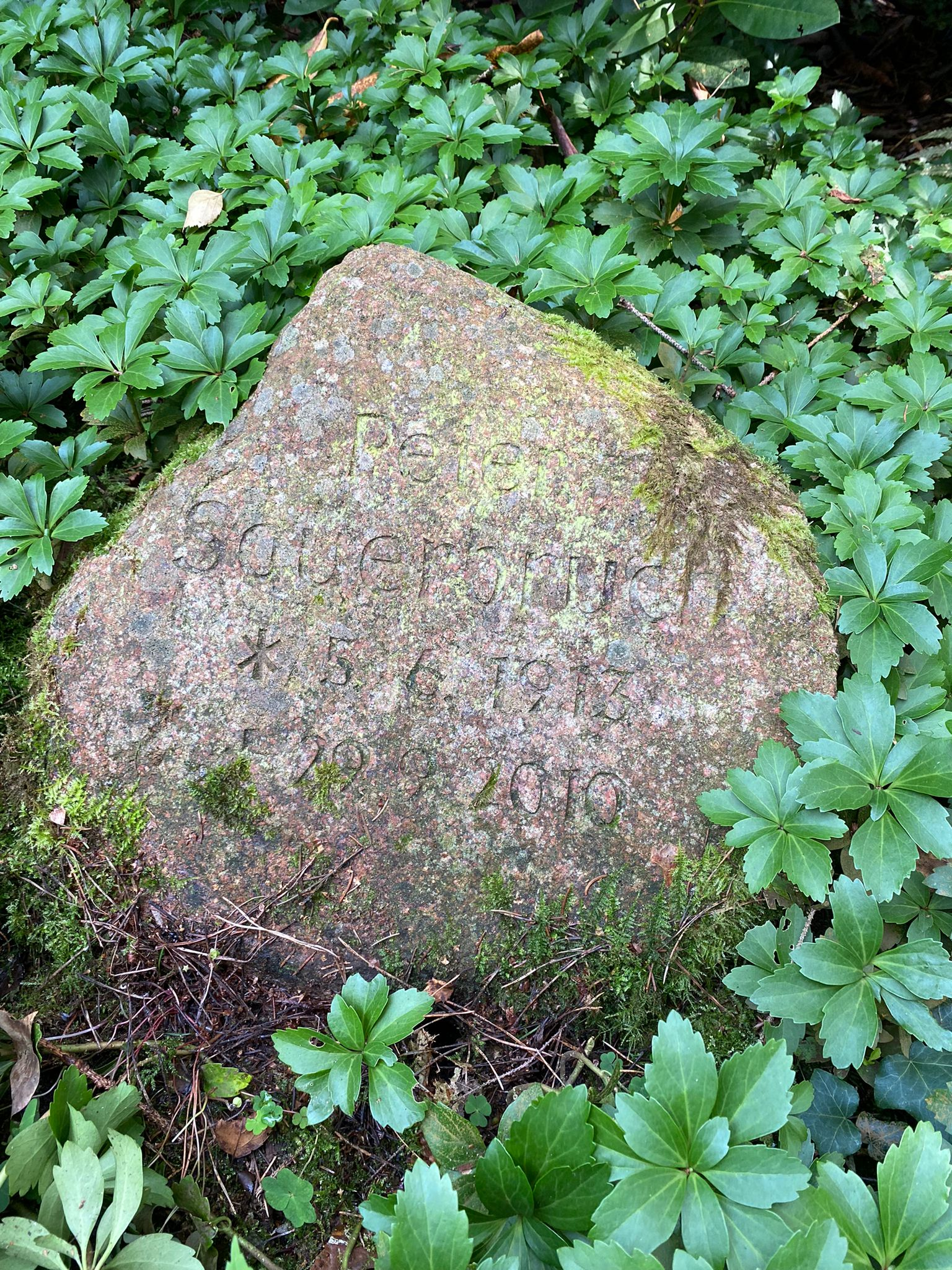
Grabstein auf dem Waldfriedhof Aumühle

Peter Sauerbruch – ein Kamerad beim Bamberger Reiterregiment und Freund Stauffenbergs – war in Korrespondenz mit Stauffenberg gestanden und Mitwisser des Attentats vom 20. Juli 1944 auf Adolf Hitler. Nach dem Attentat wurde Sauerbruch an der Ostfront festgenommen, von der SS in der Prinz-Albrecht-Straße zeitweilig interniert und mehrfach von der Gestapo verhört, kam aber aufgrund seiner Herkunft und weil sich seine Mitwisserschaft damals nicht beweisen ließ, wieder frei. Auch sein Vater Ferdinand Sauerbruch wurde (vom Chef des Reichssicherheits-Hauptamtes) befragt. Gegen Ende des Krieges entging Peter Sauerbruch der sowjetischen Kriegsgefangenschaft, indem er die Moldau durchschwamm. Bis 1947 war er in amerikanischer Kriegsgefangenschaft.

### Tätigkeit in der Wirtschaft
1947 begann er ein Medizinstudium, das er allerdings aus finanziellen Gründen nicht zu Ende brachte. Er arbeitete zunächst in einer Landmaschinen GmbH, 1948 ging er zur Deutsche Vacuum Oil A.G. Dort wurde er Assistent der Direktion. Ab 1952 war Sauerbruch als Gutachter beim Amt Blank für den Aufbau der Europäischen Verteidigungsgemeinschaft (EVG) tätig. 1954 wechselte er als Kaufmann zurück in die Wirtschaft zur Mobil Oil AG und lebte in der Nähe Hamburgs. 1955 wurde er Leiter der Vertriebsabteilung in Nürnberg und später in Düsseldorf. 1957 wurde er Prokurist und 1958 Mitglied der Direktion. 1977 schied er als stellvertretender Vorstandsvorsitzender der Mobil Oil AG in Deutschland mit Sitz in Hamburg nach fast 29-jähriger Tätigkeit aus dem aktiven Dienst der Gesellschaft aus.
Peter Sauerbruch verstarb im Alter von 97 Jahren und wurde auf dem Waldfriedhof in Aumühle bei Hamburg beigesetzt.

## Schriften (Auswahl)
- Bericht eines ehemaligen Generalstabsoffiziers über seine Motive zur Beteiligung am militärischen Widerstand. In: Thomas Vogel (Hrsg.): Aufstand des Gewissens. Militärischer Widerstand gegen Hitler und das NS-Regime 1933–1945. Im Auftrag des Militärgeschichtlichen Forschungsamtes, 5. völlig überarbeitete und erweiterte Auflage. Mittler, Bonn 2000, ISBN 3-8132-0708-0, S. 263–278.